# Levon Orbeli
Leon Abgarovich Orbeli, en arménien : Լևոն Աբգարի Օրբելի et en russe : Леон Абгарович Орбели, né le 25 juin 1882 à Tsakhkadzor et mort le 9 décembre 1958 à Saint-Pétersbourg, est un physiologiste arménien. Il est membre de l'académie des sciences d'URSS et de celle de la RSS d'Arménie (fondée par son frère Joseph Orbeli).
Il a été particulièrement actif dans le développement de la physiologie évolutive (en) en URSS.